# Třetí cesta: obnova sociální demokracie
Třetí cesta: Obnova sociální demokracie (anglicky The Third Way: The Renewal of Social Democracy) je kniha britského autora, sociologa Anthonyho Giddense z roku 1998.
Sociální teoretik světového významu je přesvědčen, že je třeba najít třetí cestu mezi konzervatismem a liberalismem. Ten první již neodpovídá dynamickému a stále se měnícímu kapitalismu svobodného trhu, druhý neuspěl v pokusu dosáhnout sociální rovnosti pomocí státu blahobytu. Je tedy třeba vytvořit „třetí cestu“, novou vizi liberalismu, která přesahuje tradiční politické kategorie kombinací ekonomické moudrosti pravice a sociálního soucítění typického pro levici.

## Knižní anotace
V současnosti se třetí cesta stala alternativou vůči dvěma jednostranným strategiím demokratické tržní společnosti (klasická sociální demokracie a thatcherovský neoliberalismus). Nejedná se však o kompromis mezi protikladnými principy, nýbrž o zcela nový program reflektující podobu globalizovaného světa. Hlavními hodnotovými předpoklady se stává zdůraznění individuálního spojení práv s povinnostmi a moci s demokratickými principy. Symbióza státu s aktivní občanskou společností, smíšená ekonomika, uplatnění demokratických forem v globalizačním procesu.

## 1. kapitola – Socialismus a následné období
Giddens zde říká, že je potřeba obnovit politické ideály, bez kterých je politický život nicotný.
Sociální demokracie starého stylu věřila, že může intervencemi zvrátit problémy, které způsobuje kapitalismus volného trhu. Sama byla internacionální, ale měla problém reagovat na globalismus – podle Giddense tedy “vytváří stejný počet problémů, jaký se snaží řešit”.
Neoliberalismus podle něj vnímá antagonismus proti sociálnímu státu jako jednu z primárních věcí. Je pro ekonomický růst, je globalizační teorií; podle Giddense “jsou jeho dvě poloviny – tržní fundamentalismus a konzervatismus – ve vzájemném napětí”.
Sociálně-demokratické strany se na konci 80. a na začátku 90. let 20. století snažily o reformaci. Snažily se více zabývat výkonností ekonomiky, participačními programy, rozvojem pospolitosti a ekologií.
I toto vedlo Giddense ke změně politického rozvržení, protože pouze pravicové-levicové rozvržení podle něj nemusí být dostatečné.

## 2. kapitola – Pět dilemat
V této kapitole se Giddens věnuje pěti dilematům, které jsou podle něj klíčové při tvoření budoucího sociálně-demokratického programu.

### Globalizace (o co se přesně jedná a jaké má důsledky?)
Globalizaci nevnímá jen jako ekonomickou záležitost, jedná se i o proces politický, roste mezinárodní obchod, je ale také nový tlak na vytváření lokálních nacionálních identit.

### Individualismus (v jakém smyslu, pokud vůbec, se moderní společnost stává více individualistickou?)
Nový individualismus je spojen s ústupem tradic a zvyků, je potřeba najít novou rovnováhu mezi individuální a kolektivní odpovědností.

### Pravice a levice (jak máme chápat tvrzení, že již nemají žádný význam?)
Pravolevé rozdělení se podle Giddense v průběhu let změnilo, je ale stále platným a je potřeba jej brát v úvahu. Obnovená sociální demokracie by měla podle něj být “nalevo od středu”, střed v tomto případě není bezobsažný, jedná se spíše o kompromis.

### Politické jednání a prostředí (opouští politika ortodoxní mechanismy demokracie?)
V západních demokraciích klesá důvěra k vládě a politikům obecně, důležitějšími se stávají hnutí a názorové proudy mimo politiku (př. Greenpeace), přesto je podle Giddense utopie, že by národní stát a jeho vládu nahradily úplně. Vlády a ostatně i firmy se však budou muset naučit reagovat na podněty, které jim tyto skupiny, specializované na jednotlivé aspekty, předkládají.

### Ekologické problémy (jak by měly být začleněny do politiky sociální demokracie?)
Sociální demokracie vždy dbala na bezpečnost občanů, ve spojitosti s ekologií by však stejně měla nahlížet i na rizika, která jsou jinou stránkou, než nebezpečí. Rizikům se snažíme aktivně předcházet, nemusí být jen negativní, jsou např. základem momentálního tržního systému.
Všech těchto pět faktorů se podle Giddense prolíná a má se promítnout v politice “třetí cesty”. Proto představuje hodnoty, které jsou onou třetí cestou uznávány:
- Rovnost
- Ochrana sociálně slabých
- Svoboda jako autonomie
- Žádná práva bez povinností
- Žádná autorita bez demokracie
- Kosmopolitní pluralismus
- Filozofický konzervatismus

## 3. kapitola – Stát a občanská společnost
Kapitola nabízí stručný přehled, který zahrnuje všechny hlavní společenské oblasti.
Reforma státu a vlády (ve směru prohlubování a rozšiřování demokracie) by měla být základním orientačním principem politiky třetí cesty. Vláda může v zájmu obnovy a rozvoje pospolitých forem spolupracovat s institucemi občanské společnosti – ekonomický základ tohoto společenství Giddens nazývá smíšená ekonomika.

### Demokratizace demokracie
Neoliberálové chtějí stát minimalizovat, sociální demokraté chtějí rozšířit jeho pravomoci. Třetí cesta ale říká, že stát je třeba rekonstruovat – překročit tvrzení pravice (vláda je nepřítelem) a levice (vláda je řešením).
Strukturu státu a legitimitu vlád ovlivňují: rozmach globálního trhu, ústup rozsáhlých válek, rozšiřování demokratizace a s tím spjato klesající význam tradic a zvyklostí.
Zároveň, ale často dochází ke krizi demokracie. Je způsobena tím, že demokracie není dostatečně demokratická. Jak lze demokracii učinit demokratičtější?
1. Stát musí na globalizaci reagovat změnou struktur.
2. Stát by měl rozšířit roli veřejné sféry, reforma k větší transparentnosti a otevřenosti.
3. Aby státy bez nepřátel znovu získaly legitimitu, musí zvýšit svou správní efektivitu.
4. Tlak globalizace směrem dolů přináší nejen možnost, ale přímo nezbytnost ještě jiných forem demokracie, než jakou je tradiční volební proces.
5. Legitimita států bez nepřátel závisí více než dosud na kvalitě jejich rizikového managementu.
6. Stát musí mít kosmopolitní perspektivu a demokratizační proces směrem vzhůru by se neměl zastavit na regionální úrovni.

Nový demokratický stát představuje ideál s otevřeným koncem.

### Otázka občanské společnosti
Podpora aktivní občanské společnosti je základní součástí politiky třetí cesty. Někde jsou stále obavy o úpadek občanské společnosti. Ten se může projevovat třeba oslabováním smyslu pro solidaritu, vysokou úrovní kriminality a rozpadem manželství a rodin.
Téma pospolitosti je pro novou politiku zásadní – týká se praktických prostředků podpory společenské a materiální obnovy čtvrtí, měst i větších oblastí. Hlavně u malých skupin bývají pospolitosti pevné. Jsou totiž důkazem bohatého občanského života. Významný je ovšem i růst občanské aktivity ve vyšších společenských vrstvách.
Politika obnovy pospolitostí nesmí přehlížet veřejnou sféru. To je důležité na místní i celostátní úrovni.

### Kriminalita a společnost
Prevence kriminality a snižování obav z její existence jsou též s obnovou pospolitostí úzce spjaty.
Problémové oblasti jsou často lidmi opuštěny nebo se v nim lidé uzavírají a jen se vyhýbají určitým místům. Tím se ale město ještě víc otevře výtržnictví a zločinnosti. Řešením tedy není zvýšit pravomoce policie, ale měla by naopak s občany úzce spolupracovat a vychovávat je.

### Demokratická rodina
Rodina je základní institucí občanské společnosti.
Tím, že stoupá rozvodovost, objevují se ve společnosti různé názory na tradiční rodinu a její udržení. Politická pravice je toho názoru, že je rodina jako instituce v ohrožení, jelikož dochází k rozpadu již zmiňované tradiční rodiny. Sociálnědemokratická levice a libertariáni naopak tvrdí, že je proměna současné rodiny zdravý proces růstu.
Ovšem myšlenka návratu k tradiční rodině je nepravděpodobná. Tradiční rodina byla založena na nerovnosti pohlaví, základ byl především ekonomický a šlo o plození potomků. Na rozdíl od tohoto, demokratické rodinné vztahy předpokládají rovnoměrněji sdílenou odpovědnost za péči o dítě. Proto je například rozvod stejně bolestivý pro muže jako pro ženy.

## 4. kapitola – Stát sociálních investic
Politika třetí cesty prosazuje novou smíšenou ekonomiku.

### Význam rovnosti
Podle mnohých je jediným dnes přijatelným konceptem rovnosti model založený na rovnosti příležitostí či meritokracii – podle Giddense ne, ale zároveň říká, že jsou tyto principy významné.
Nová politika definuje rovnost jako inkluzi (začlenění osob do většinové společnosti) a nerovnost jako exkluzi (vyřazení osob z většinové společnosti).

### Inkluze a exkluze
Exkluze jsou mechanismy, které vyřazují lidi z hlavního společenského proudu. Může být na vrcholu i na dně – obě hrozba pro veřejný prostor a obecnou solidaritu.
Pro vytvoření inkluzivnější společnosti vespod je nezbytné omezení dobrovolné exkluze elit. Součástí inklusivní společnosti na vrcholu musí být zase občanským liberalismus.
Ekluze má tendenci se sama reprodukovat. Například zapojení do pracovního procesu je naprosto rozhodující v boji proti nedobrovolné sociální exkluzi
inkluze musí fungovat v celé společnosti, tj. i mimo pracovní sféru.

### Společnost pozitivních a veřejných sociálních služeb
Sociální stát je vychvalován levicí, kritizován pravicí. Jinými slovy také “stát blahobytu”, vznikal během války a pod jejím vlivem. Svůj původ má v Německu za vlády kancléře Bismarcka. Zde byla uplatňována klasická forma sociálního státu. Politika třetí cesty by měla spolu s uznáním problematického vývoje sociálního státu přijmout i některé body jeho kritiky ze strany pravice.
Obtíže sociálního státu mají jen zčásti finanční povahu. Například při nezaměstnanosti je riziko morálního hazardu větší u dlouhodobých dávek větší než u krátkodobých. Při dlouhodobých dávkách se totiž lidé na nich často stanou závislí.
Sociální systém představuje spíš společné sdílení rizik než prostředků. Naprosto zásadní jsou pro něj investice do lidského kapitálu, mají přednost před přímými ekonomickými příspěvky.

### Strategie sociálních investic
Sociální stát podle Giddense usiluje o sociální zabezpečení tzn. stát se snaží o zajištění ve stáří a nezaměstnanosti.
Momentální problém je, že délka života se prodlouži, ale důchodový věk zůstává pořád pevně daný (60 a 65 let). Toto navozuje představu o neschopnosti starých lidí a společnost je poté vyřazuje. Ideálně by tedy mělo dojít ke zrušení pevného důchodového věku. Lidé by měli mít možnost, že někdo odejde dřív a někdo později.

## 5. kapitola – Do globálního věku
Sociální demokraté by v kosmopolitním světě měli usilovat o nalezení nové role národních států. Vznikající globální řád nemůže zůstat pouhým trhem. Trh totiž sjednocuje a rozděluje zároveň.
Dezintegrační aspekty nacionalismu samozřejmě nezmizí a abychom je udrželi pod kontrolou, potřebujeme kosmopolitnější verzi národnosti.

### Kosmopolitní národ
Národní státy vznikly, když utvořily jasné hranice v podobě čáry.
Národ jako takový je společenství, kde je třeba se držet principu národnosti a zároveň usilovat o vytvoření národní identity, která by přijala pluralismus a proměnlivost současné kultury. Národní identita může mít pozitivní vliv pouze tehdy, je-li tolerantní k nejednoznačné nebo několikeré příslušnosti.

### Kulturní pluralismus
Pocit příslušnosti ke specifické skupině nemusí být nutně na úkor národní identity. Tomu slouží multikulturní politika, jejímž cílem je zabránit zneužívání utiskovaných skupin. Toho nelze dosáhnout bez podpory širokého národního společenství nebo bez smyslu pro sociální spravedlnost.
Fragmentarizace je proces rozpadnutí státu na více národních států (příkladem je Československo nebo Jugoslávie) opakem by poté bylo národnostní sloučení jako například v Německu.
Otázka kdo jsme se stává složitější, přesto ale vyžaduje smysluplnou odpověď. Jedním z velkých problémů mnoha zemí je imigrace, vzniká tak heterogenní populace. Právě imigrace byla dlouhou dobu půdou pro rasismus, ale pro přijímací země je výhodná, protože dodává často levnou pracovní sílu. Kosmopolitismus a multikulturalismus se v otázce imigrace spojují. Naturalizace je v současnosti prováděna na základě původu nikoliv podle místa narození (např. několik generací dětí imigrantů v Německu zůstávají cizinci).

### Kosmopolitní demokracie
Kosmopolitní národ předpokládá demokracii fungující v globálním měřítku.
Za neustálým neklidem trhu a hnací silou technických inovací stojí masivní růst počtu spolupracujících organizací operujících na globální úrovni. Globální správa a globální společnost tedy už existující globalizační procesy přesunuly moc od států směrem do odpolitizovaného globálního prostoru. Tenhle prostor potřebuje regulaci a stanovení práv a povinností. V současné době jsou regionální a globální správy od sebe odděleny.

### Evropská unie
Evropská unie začala působit jako součást bipolárního systému, dnes by tedy měla být chápána jako reakce na globalizaci. Vytváří také společenské, politické a ekonomické instituce. Rozšíření EU může podle Giddense způsobit ztroskotání celého evropského projektu, ale mohlo by dojít i k jeho posílení.

### Globální režim správy
Globální režim správy představuje myšlenku vytvořit s OSN nové shromáždění nebo parlament. To by ale nutně muselo doprovázet ustavení účinného soudu. Podle Giddense by ovšem bylo tohle uskupení uskutečnitelné.

### Tržní fundamentalismus ve světovém měřítku
V domácí politice byl kvůli nedokonalé a rozporuplné politice donucen k ústupu, avšak na celosvětové úrovni stále vládne. V rámci této myšlenky, je důležité zajistit stabilní měnové kurzy. Ty by poté měly přinést prospěch finančním institucím, korporacím, investorům i jednotlivým vládám.
Problém globálního ekologického managementu značně koliduje s problémem hlubokých ekonomických rozdílů ve světě. Rostoucí prosperita pro některé znamená pro jiné odsun na okraj společnosti.